# Скуп инструкција
Скуп инструкција, или архитектура скупа инструкција, је део архитектуре рачунара који се односи на програмирање, заједно са прилагођеним типовима података за одређени процесор, инструкцијама, регистрима, начинима адресирања, меморијском архитектуром, прекидним рутинама и начинима обраде изузетака. Скуп инструкција укључује спецификацију скупа операционих кодова (опкодови, енгл. opcodes), тј. машински језик, као и прилагођеним командама имплементираним за одређени процесор.